# Xanthostemon oppositifolius
Xanthostemon oppositifolius là một loài thực vật thuộc họ Myrtaceae. Loài này có ở Úc và Papua New Guinea. Chúng hiện đang bị đe dọa vì mất môi trường sống.